# Uuraslahti
Uuraslahti är en del av en sjö i Finland. Den ligger i Ikalis i landskapet Birkaland, i den sydvästra delen av landet, 210 km nordväst om huvudstaden Helsingfors. Uuraslahti ligger 109 meter över havet. Den ligger vid sjön Kyrösjärvi. I omgivningarna runt Uuraslahti växer i huvudsak blandskog.